# Thomas Röhler
Thomas Röhler (* 30. září 1991, Jena) je německý atlet, který soutěží v hodu oštěpem, olympijský vítěz v této disciplíně z roku 2016.
Jeho osobní rekord je 93,90 metrů. V roce 2011 mu jeho výkon 78,20 metrů stačil na sedmou příčku na ME v atletice do 23 let. Reprezentoval Německo na Mistrovství Evropy v atletice 2012 a na Mistrovství světa v atletice 2013.

## Nejlepší výkony
- 2010 - 76,37
- 2011 - 78,20
- 2012 - 80,79
- 2013 - 83,95
- 2014 - 87,63
- 2015 - 89,27
- 2016 - 91,28
- 2017 - 93,90
- 2018 - 91,78
- 2019 - 86,99

## Osobní rekordy
- Hod oštěpem – 93,90 m – 5. květen 2017, Dauhá